# L'Aigle (M647)
Pour les articles homonymes, voir Aigle (homonymie).
L’Aigle (indicatif visuel M647) est un chasseur de mines de classe Tripartite dans la Marine française.

## Histoire et missions
Les villes marraines de L'Aigle sont L'Aigle et Villeneuve-Loubet.
Ses missions sont « la détection, la localisation, la classification, l'identification puis la destruction ou neutralisation des mines par fonds de 10 à 80 mètres, le guidage des convois sous menace de mines et la pénétration sous la mer, la recherche d'épaves ».

## Carrière opérationnelle
Au 13 novembre 2013, le navire était en préparation opérationnelle à Brest.
En avril 2015, le navire est déployé dans le cadre de la guerre au Yémen pour sécuriser le détroit de Bab-el-Mandeb.
Il participe en avril 2019, avec le Sagittaire et un détachement du groupe plongeurs démineurs de la Manche, à l'exercice de guerre des mines franco-émirien « East Dolphin 19 » au large des côtes des Émirats arabes unis.
En octobre 2023 il prend part à l'opération interalliées de traitement de munitions historiques, Historical Ordnance Disposal (HOD) en Manche et mer du Nord au sein du groupe de guerre des mines OTAN (Standing Nato Mine Countermeasures Group 1 (SNMCMG1)).